# Eugeniusz Sternadel
Eugeniusz Sternadel (ur. 1 stycznia 1906, zm. 12 maja 1999 w Krakowie) – polski tapicer, laborant, woźny, klucznik Uniwersytetu Jagiellońskiego, najstarszy czynny pracownik tej uczelni oraz ostatni stały mieszkaniec Collegium Maius UJ.

## Życiorys
Z Uniwersytetem Jagiellońskim związany był od 1927, pracując w Wydziale Psychogenetycznym Wydziału Filozoficznego. Pełnił rolę woźnego i opiekuna zwierząt. W 1939 był starszym woźnym Wydziału Filozoficznego i Rektoratu UJ.
Po ataku Niemiec na Polskę, pełniąc fikcyjną rolę palacza, przyczynił się do uratowania znacznej wartości mienia uniwersyteckiego przed niemieckim rabunkiem. Ratując urządzenia i instrumenty Zakładu Zoologii działał w porozumieniu z doktorem Włodzimierzem Ottmanem i jego zastępcą, doktorem J. Regułą. Dużą część wyposażenia laboratoriów schował w piwnicach pod budynkiem przy ul. Świętej Anny 6. Pracował początkowo w Barze pod Wiechą, a potem w przedsiębiorstwie tramwajowym. Stale doglądał i pilnował pochowanych rzeczy.
19 stycznia 1945, zaraz po wyparciu Niemców z Krakowa, zgłosił się do pracy w rektoracie i niezwłocznie objął obowiązki woźnego przy Kancelarii Rektora i Kwesturze. Podjął się przywracania wyposażenia uniwersyteckich budynków, w tym zwłaszcza Collegium Novum. Odszukiwał rozproszone wyposażenie, a potem, jako pomocnik prof. Karola Estreichera, poszukiwał dzieł sztuki, rzeźb i obiektów rzemiosła artystycznego oraz instrumentów naukowych. W 1948 przeniesiono go na etat powstającego wówczas Muzeum Uniwersyteckiego. Zamieszkał wtedy z rodziną w Collegium Maius. Przygotowywał sale do konferencji i spotkań, a także asystował podczas wizyt znaczących gości. Asystował m.in. papieżowi Janowi Pawłowi II podczas uroczystości nadania tytułu doktora honoris causa UJ 23 czerwca 1983. Był jedyną osobą bez wykształcenia uniwersyteckiego, którego portret zawisł pośród obrazów profesorskich w gmachu Collegium Maius (autorem był Zdzisław Pabisiak). 

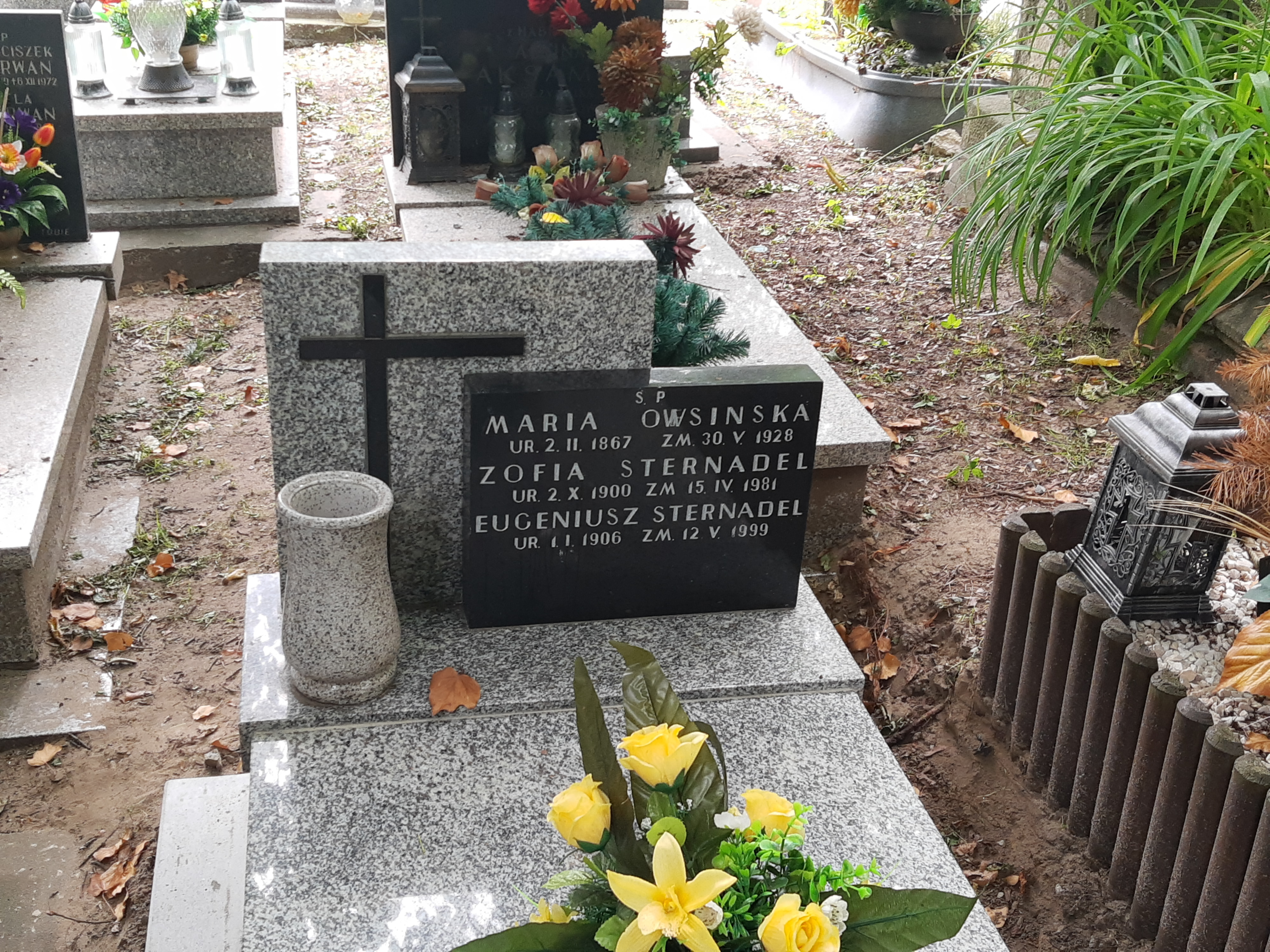
Grób Eugeniusza Sternadela na cmentarzu Podgórskim w Krakowie

Zmarł w Krakowie, pochowany 17 maja 1999 na cmentarzu Podgórskim (kwatera IIIb-5-7).
Prof. Stanisław Waltoś powiedział o nim: O wielkości człowieka nie świadczą posiadane przez niego tytuły naukowe i właśnie Pan Eugeniusz Sternadel był tego najlepszym przykładem.

## Ordery i odznaczenia
- Krzyż Kawalerski Orderu Odrodzenia Polski
- Brązowy Krzyż Zasługi
- Medal 10-lecia Polski Ludowej (15 stycznia 1955)[4]
- Odznaka Zasłużony dla Uniwersytetu